# Riki Takasaki
Riki Takasaki (高嵜 理貴 Takasaki Riki?, nacido el 11 de julio de 1970 en Fukuoka) es un exfutbolista japonés. Jugaba de guardameta y su último club fue el Nagoya Grampus Eight de Japón.

## Trayectoria

### Clubes
| Club                 | País  | Año         |
| -------------------- | ----- | ----------- |
| Sagan Tosu           | Japón | 1993 - 2000 |
| JEF United Ichihara  | Japón | 2001        |
| Kashima Antlers      | Japón | 2002 - 2003 |
| Oita Trinita         | Japón | 2004 - 2005 |
| Nagoya Grampus Eight | Japón | 2006        |

## Palmarés

### Títulos nacionales
| Título         | Club            | País  | Año  |
| -------------- | --------------- | ----- | ---- |
| Copa J. League | Kashima Antlers | Japón | 2002 |